# Paio Pires de Guimarães
Paio Pires de Guimarães (1100 -?) Foi um nobre e Cavaleiro medieval do Reino de Portugal, foi Senhor dos morgadios de seu pai localizados em Riba de Vizela.

## Relações familiares
Foi filho de Pero Fromarigues de Guimarães (1080 -?) e de Gotinha, casou com Elvira Fernandes, filha de Fernão Pires Tinhoso, de quem teve:
1. Raimundo Pais de Riba de Vizela (1130 -?) casou com Dórdia Afonso de Riba Douro, filha de Afonso Viegas (1110 -?) e de Aldara Pires Espinhel (1115 -?)